# Great Corn Island (Nicaragua)
Isla grande del maíz  (también referida como Big Corn Island en ingles ) es una isla nicaragüense ubicada en el mar Caribe. Geográficamente forma parte de las islas del Maíz y, con 10 kilómetros cuadrados aproximadamente, es la isla de mayor superficie del archipiélago; pertenece al municipio de Corn Island y su capital es Brig Bay.
En Great Corn Island se encuentra la sede administrativa y comercial de todo el territorio. 
Se subdivide en cinco barrios, siendo estos: Brig Bay, Quinn Hill, South End, Sally Peachie y North End.